# Pelyša (přítok Šventoji)
Pelyša je řeka 3. řádu ve východní Litvě, v Aukštaitiji, která se vlévá u vsi Sedeikiai, 14 km na sever od okresního města Anykščiai do řeky Šventoji jako její pravý přítok 106,5 km od jejího ústí do Nerisu. Protéká okresy Kupiškis a Anykščiai. Rychlost toku je 0,29 m/s.

## Průběh toku
Celkový trend směru toku je od severu k jihu. Pramení na severním okraji vsi Butkūnai v těsné blízkosti na jih od silnice č. 118 Kupiškis – Utena. Teče zpočátku směrem východním, dále mění několikráte směr častěji poměrně povlovnými nepravidelnými oblouky, řidčeji ostrými úhly, v horním a středním toku ojediněle, v dolním toku často drobně a hustě meandruje. 3,1 km od ústí je hráz rybníka Pelyšų tvenkinys (plocha 33,5 ha). U tohoto rybníka je (dnes zpustlá) rezidence Pelyšų dvaras (Dvůr), postaven kolem roku 1880, v roce 1923 měl 44 obyvatel, ve dvoře byla škola, do které byla roku 1934 přenesena i škola ze Sedeikiů, škola fungovala až do roku 1970. V roce 1941 byli majitelé dvora deportováni do gulagu na Sibiř. Od rybníka Pelyšų tvenkinys až do soutoku dolní tok spadá do geologické rezervace Pelyšos geologinis draustinis, kde je cenné naleziště zbytků devonských lalokoploutvých a pancéřnatých ryb (ve výchozech břehů řeky).

## Přítoky
Levé:
| Hydrologické pořadí | Řeka     | Délka (km) | Povodí (km²) | Vzdálenost od ústí (km) | Ústí kde | Koordináty ústí |
| ------------------- | -------- | ---------- | ------------ | ----------------------- | -------- | --------------- |
| 12210541            | Lakmenia |            |              | 13,5                    |          |                 |
| 12210542            | Rudupis  |            |              | 13,0                    |          |                 |
|                     | Miežina  |            |              |                         |          |                 |
| 12210543            | Svėdupis |            |              | 11,9                    |          |                 |

Pravé:
| Hydrologické pořadí | Řeka       | Délka (km) | Povodí (km²) | Vzdálenost od ústí (km) | Ústí kde | Koordináty ústí |
| ------------------- | ---------- | ---------- | ------------ | ----------------------- | -------- | --------------- |
| 12210544            | Skaistupys |            |              | 8,7                     |          |                 |
|                     | Kiauliupys |            |              |                         |          |                 |
| 12210547            | Vekšelis   |            |              | 5,0                     |          |                 |
|                     | Jonupys    |            |              |                         |          |                 |
| 12210548            | Akmena     | 6,0        | 5,6          | 4,0                     |          |                 |

## Obce při řece, další zajímavé objekty
Butkūnai, Šimonėliai, Šimonys, Juodžiūnai, Pelyšiai, Žliobiškiai, Pelyšų dvaras, Pelyšos geologinis draustinis, Sedeikiai; balvan Katinų akmuo